# Mistrovství světa v boxu 2023
XXII. mistrovství světa v boxu proběhlo v Taškentu, Uzbekistán ve dnech 30. dubna až 14. května 2023. Organizátorem turnaje mistrovství světa byla International Boxing Association (IBA).

## Česká stopa
Česko mistrovství světa bojkotovalo na protest proti startu boxerů z Ruska a Běloruska pod jejich státními symboly.

## Výsledky
| Muži     | Zlato                           | Stříbro                    | Bronz                      | Bronz                     |
| -------- | ------------------------------- | -------------------------- | -------------------------- | ------------------------- |
| –48 kg   | Sandžar Taškenbaj (KAZ)         | Sachil Alachverdovi (GEO)  | Alejandro Claro (CUB)      | Edmond Chudojan (RUS)     |
| –51 kg   | Hasanboy Doʻsmatov (UZB)        | Billal Bennama (FRA)       | Deepak Bhoria (IND)        | Martín Molina (ESP)       |
| –54 kg   | Mahmud Sabyrhan (KAZ)           | Oybek Joʻrayev (UZB)       | Yosvany Veitía (CUB)       | Dmitrij Dvali (RUS)       |
| –57 kg   | Abdumalik Xalakov (UZB)         | Saidel Horta (CUB)         | Mohammad Hussamuddin (IND) | Munarbek Seitbekúlu (KGZ) |
| –60 kg   | Sofiane Oumiha (FRA)            | Erislandy Álvarez (CUB)    | Mohamed abú Žáže (JOR)     | Vsevolod Šumkov (RUS)     |
| –63,5 kg | Ruslan Abdullayev (UZB)         | Bátarsüchín Činzorig (MGL) | Ovanes Bačkov (ARM)        | Bahodur Usmonov (TJK)     |
| –67 kg   | Asadxoʻja Moʻydinxoʻjayev (UZB) | Dulat Bekbauov (KAZ)       | Laša Guruli (GEO)          | Battömörín Mišélt (MGL)   |
| –71 kg   | Aslanbek Šymbergenov (KAZ)      | Saidjamshid Jafarov (UZB)  | Nishant Dev (IND)          | Wanderson Oliveira (BRA)  |
| –75 kg   | Yoenlis Hernández (CUB)         | Wanderley Pereira (BRA)    | Aʼloxon Abdullayev (UZB)   | Moreno Fendero (FRA)      |
| –81 kg   | Nurbek Oralbaj (KAZ)            | Toktarbek Taňatkan (CHN)   | Gazimagomed Chalidov (ESP) | Imam Chatajev (RUS)       |
| –86 kg   | Šaraputdin Atajev (RUS)         | Loren Alfonso (AZE)        | Giorgi Kušitašvili (GEO)   | Rogelio Romero (MEX)      |
| –91 kg   | Muslim Gadžimagomedov (RUS)     | Abbes Mouhiidine (ITA)     | Lazizbek Mullojonov (UZB)  | Narek Manasjan (ARM)      |
| +91 kg   | Bahodir Jalolov (UZB)           | Fernando Arzola (CUB)      | Mahammad Abdullajev (AZE)  | Ayoub Ghadfa (ESP)        |

## Medailová bilance
V boxu se rozdělilo celkem 13 sad medailí.
| Pořadí | Stát              |       | Muži    | Muži  | Muži | Celkem |
| Pořadí | Stát              | Zlato | Stříbro | Bronz |      | Celkem |
| ------ | ----------------- | ----- | ------- | ----- | ---- | ------ |
| 1.     | Uzbekistán (UZB)  |       | 5       | 2     | 2    | 9      |
| 2.     | Kazachstán (KAZ)  |       | 4       | 1     | 0    | 5      |
| 3.     | Rusko (RUS)       |       | 2       | 0     | 4    | 6      |
| 4.     | Kuba (CUB)        |       | 1       | 3     | 2    | 6      |
| 5.     | Francie (FRA)     |       | 1       | 1     | 1    | 3      |
| 6.     | Gruzie (GEO)      |       | 0       | 1     | 2    | 3      |
| 7.     | Ázerbájdžán (AZE) |       | 0       | 1     | 1    | 2      |
| 7.     | Brazílie (BRA)    |       | 0       | 1     | 1    | 2      |
| 7.     | Mongolsko (MGL)   |       | 0       | 1     | 1    | 2      |
| 10.    | Čína (CHN)        |       | 0       | 1     | 0    | 1      |
| 10.    | Itálie (ITA)      |       | 0       | 1     | 0    | 1      |
| 12.    | Indie (IND)       |       | 0       | 0     | 3    | 3      |
| 12.    | Španělsko (ESP)   |       | 0       | 0     | 3    | 3      |
| 14.    | Arménie (ARM)     |       | 0       | 0     | 2    | 2      |
| 15.    | Jordánsko (JOR)   |       | 0       | 0     | 1    | 1      |
| 15.    | Kyrgyzstán (KGZ)  |       | 0       | 0     | 1    | 1      |
| 15.    | Mexiko (MEX)      |       | 0       | 0     | 1    | 1      |
| 15.    | Tádžikistán (TJK) |       | 0       | 0     | 1    | 1      |
| Celkem | Celkem            |       | 13      | 13    | 26   | 52     |